# 고베 모스크

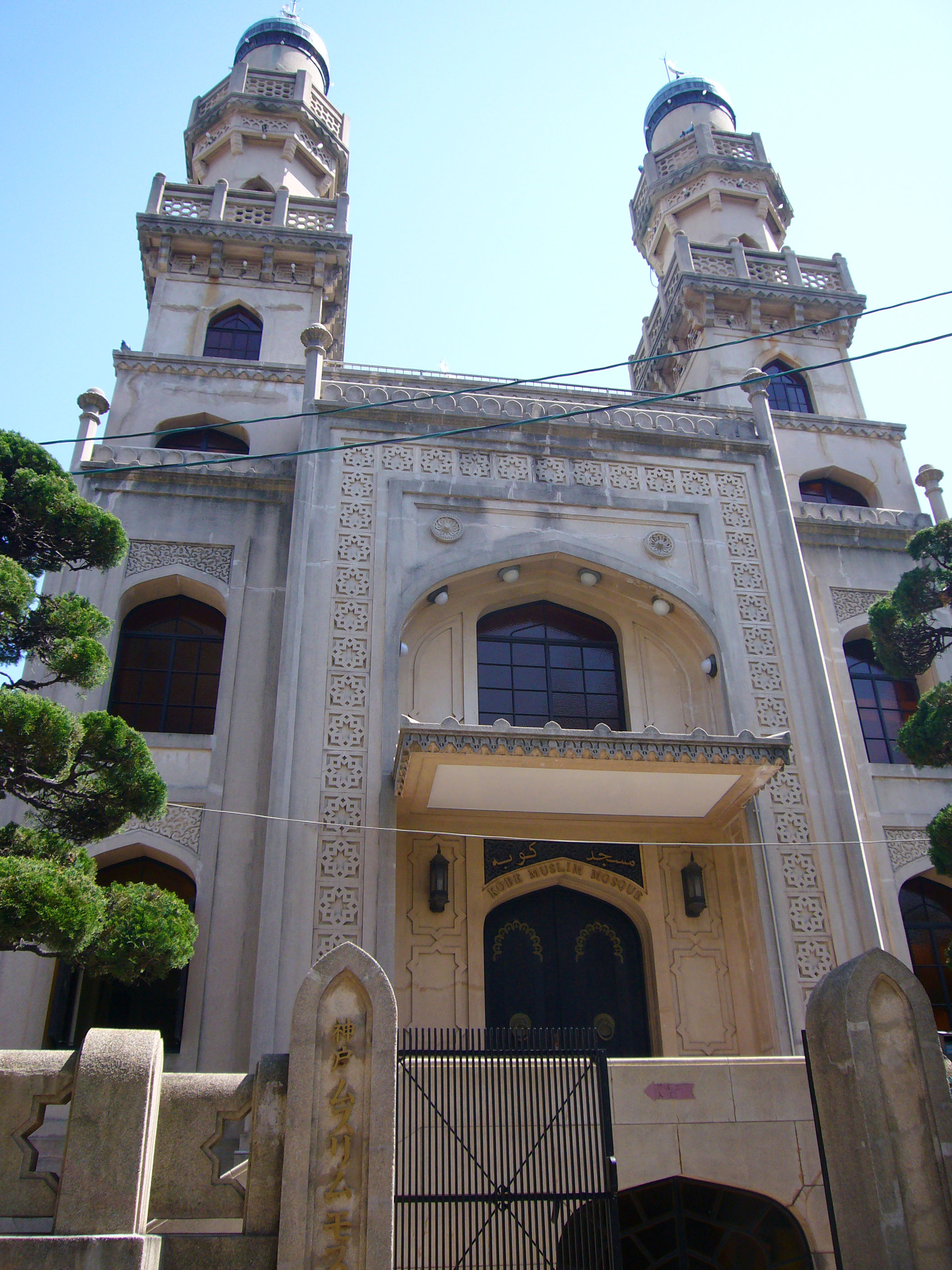
고베 모스크

고베 모스크(일본어: 神戸モスク)는 일본 효고현 고베시 주오구의 기타노이진칸 거리 남쪽 펄 스트리트에 있는 모스크이다. 고베 회교 사원(일본어: 神戸回教寺院), 고베 무슬림 모스크(일본어: 神戸ムスリムモスク, 영어: Kobe Muslim Mosque)가 정식 명칭이다.
1935년 고베에 거주하는 터키인, 타타르인, 인도인 무역상들의 출자로 세워진 일본 최초의 모스크이다.
이슬람 여부를 불문하고, 사원 내부를 견학 할 수 있다. 단체 견학의 경우는 사전에 예약을 해야한다. 견학시 반바지나 미니스커트와 같은 피부가 노출되는 옷은 삼가야 한다. 인접한 이슬람 문화 센터에서는 무슬림을 막론하고 연구회가 있어 널리 이슬람 기초 지식을 제공하고 있다.

## 같이 보기
- 이슬람교
- 일본의 종교